# DS Nº8
La DS N°8 est un crossover produit par le constructeur automobile français DS Automobiles à partir du printemps 2025.

## Historique
La N°8 est basée sur le concept-car DS Aero Sport Lounge concept présenté début 2020. Le modèle est une combinaison de SUV, de break et de berline. La version de production a été présentée en décembre 2024. Les Citroën C5 X et Peugeot 408, proposées par le groupe Stellantis, présentent également une silhouette similaire, mais elles partagent la plateforme et les motorisations du Peugeot e-3008. Le lancement sur le marché est prévu pour le printemps 2025. La DS N°8 est devenue le premier véhicule présidentiel 100% électrique le 8 mai 2025 lorsque Emmanuel Macron l'utilisa pour la cérémonie de commémoration des 80 ans de l'armistice de 1945. Cet exemplaire dispose d'un toit ouvrant et de plusieurs particularités, comme une teinte de carrosserie inédite (le bleu Saphir), un porte-fanion, une sellerie sur mesure et un calandre illuminé tricolore,.

## Technique
Le véhicule est basé sur la plateforme EMP2 STLA Medium de Stellantis. Dans un premier temps, seuls des moteurs électriques seront proposés en trois niveaux de puissance de 169 kW (230 ch), 180 kW (245 ch) ou 257 kW (350 ch). Ce dernier est réalisé par un deuxième moteur électrique sur l'essieu arrière. Les moteurs sont associés à une batterie de 74 ou 97,2 kWh. Selon le cycle de test WLTP , l'autonomie s'élève à 572 km pour la version courte autonomie, 750 km pour la version longue autonomie à traction avant et 686 km pour la version à traction intégrale. L'accélération de 0 à 100 km/h est donnée respectivement par 7,7, 7,8 et 5,4 secondes. La vitesse de pointe est de 190 km/h. La puissance de charge en courant alternatif est de 11 ou en option de 22 kW ; en courant continu, elle peut atteindre 160 kW. Un préconditionnement pour optimiser la courbe de charge est intégré, ainsi qu'une fonction véhicule-charge qui permet la livraison d'électricité.
La DS n°8 utilise la technique du bi-ton pour la partie carrosserie.